# فرودگاه اسکندریه
فرودگاه اسکندریه (به انگلیسی: Alexandria Aerodrome) یک فرودگاه همگانی است که یک باند فرود چمن دارد و طول باند آن ۶۱۶ متر است. این فرودگاه در کشور کانادا قرار دارد و در ارتفاع ۷۹ متری از سطح دریا واقع شده‌است.